# Veronica Redd
Veronica Redd (°8 augustus 1948 in Washington D.C.) is een Amerikaanse actrice.
Ze begon haar carrière met gastrolletjes in series en speelde in enkele televisiefilms mee. In 1990 begon ze met de rol van Mamie Johnson in The Young and the Restless. Ze was de tweede actrice die de rol van huishoudster speelde. Het was echter geen vaste rol maar een rol die van tijd tot tijd te zien was. In 1995 verliet ze de show om er in 1999 terug te keren.
In 2005 speelde ze ook een gastrolletje in ER.